# Střelba u Kojátek
Ke střelbě u jihomoravské obce Kojátky došlo v brzkých ranních hodinách 23. července 1973. Voják základní vojenské služby Antonín Daněk předchozí noci odcizil z posádky v Kroměříži obrněný transportér a samopal s větším množstvím nábojů. Z kasáren vyjel směrem na Brno. Cestou poničil několik automobilů, součásti veřejné komunikace a prodejnu tisku. Transportér po nehodě vyměnil za ukradnutý automobil, který byl po chvíli nucený rovněž opustit a v útěku pokračoval pěšky. U obce Kojátky na Vyškovsku narazil na dvojici nákladních automobilů s neozbrojenými vojáky aktivních záloh a zahájil po nich palbu. V jejím důsledku přišli 3 vojáci o život a dalších 12 utrpělo zranění. Téhož roku byl odsouzen k trestu smrti a popraven v pankrácké věznici.

## Průběh střelby

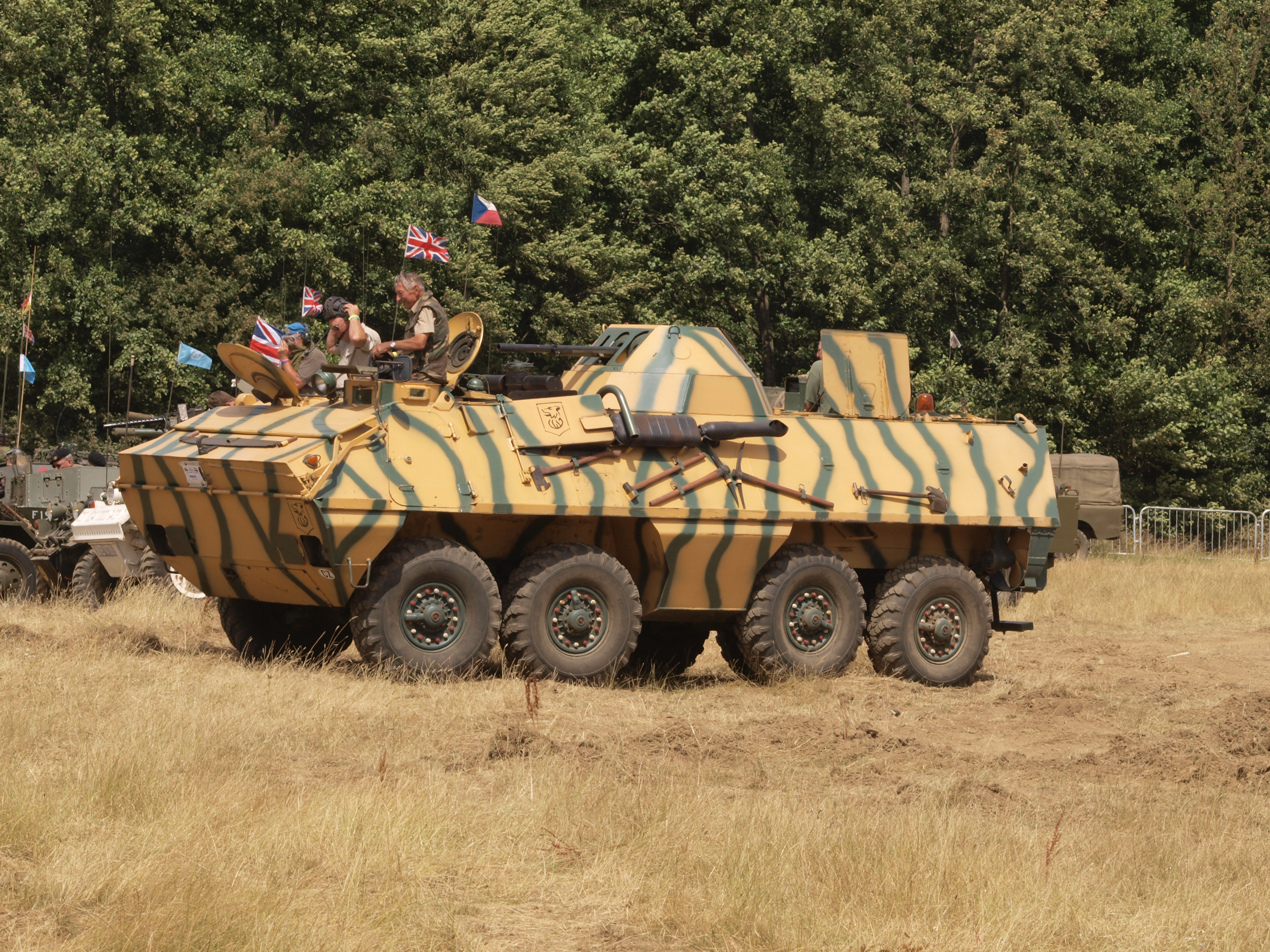
OT-64 SKOT

V době incidentu vykonával Antonín Daněk základní vojenskou službu u posádky v Kroměříži. Zastával zde poměrně významné funkce pomocníka staršiny (hospodáře roty) a řidiče obrněného transportéru OT-64 SKOT, který využíval velitel divize motostřelců. 22. července 1973 bez povolení opustil posádku a odjel do restaurace v Milovicích, kde hrál kulečník a konzumoval alkohol. Celkem během dne vypil 10 piv a malou sklenici tuzemského rumu. Z restaurace se přesunul do svého bydliště, kde se pohádal s rodiči. Po návratu do kasáren byl obviněn svými nadřízenými z opilosti, jelikož byl cítit alkoholem. Tyto události ho rozrušily natolik, že se rozhodl odjet ukradeným obrněncem na nějaké opuštěné místo daleko od posádky a tam spáchat sebevraždu. Odcizil klíč od záložního skladu zbraní a střeliva, ze kterého vynesl samopal a bednu s 400 náboji. Ty naložil do obrněného transportéru ke kterému se dostal pomocí klíčů, které po jedné z předchozích jízd nevrátil. Okolo 1 hodiny po půlnoci transportérem prorazil bránu a opustil vojenský prostor. Mířil směrem na Brno a cestou, mimo jiné, poničil 2 zaparkované automobily, autobus, popelnice, stromy, krajnici a telefonní sloup. V obci Rousínov rozstřílel dveře prodejny tisku a tabáku, ze které odcizil 3 krabičky cigaret. Poté změnil směr jízdy a zamířil na Vyškov. U obce Bohaté Málkovice nezvládl prudkou zatáčku, transportér sjel ze silnice a převrátil se na bok. Daněk rozstřílel jeho motor a poté se pěšky vydal po silnici pryč. Nedaleko od místa havárie narazil na vojenský automobil GAZ. Řidiče pod pohrůžkou zastřelení donutil vystoupit a v tomto vozidle pokračoval směrem na sousední obec Bohdalice. Po několika metrech však nezvládl řízení a sjel do příkopu, kde zapadl a automobil zde musel zanechat.

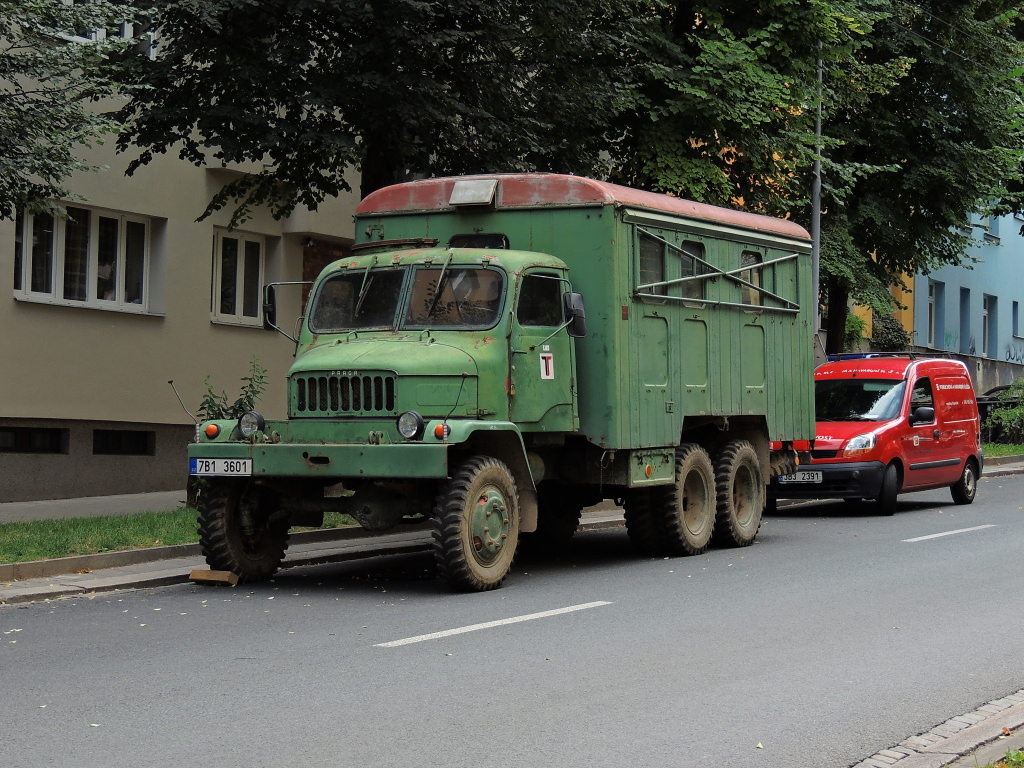
Skříňová varianta automobilu Praga V3S

Řidič GAZu vyhledal svého velitele, kterému krádež oznámil. Ten poté informoval velitele pluku z Brna, který řešení situace svěřil zástupci pro věci politické podplukovníku Jaroslavu Valáškovi. Ten se spojil s velením Veřejné bezpečnosti, které ho mělo požádat o zablokování silnice na Bučovice, jelikož se domnívali, že se stále pohybuje ukradeným GAZem. Tento úkol byl svěřen jednotce ženistů aktivních záloh z Bučovic, kteří se chystali v kasárnách k přesunu na cvičení do vojenského prostoru u Vyškova. Ti vyčlenili jedno velitelské vozidlo pro svého velitele a dva nákladní vozy Praga V3S ve skříňové úpravě s 15 dobrovolníky, kteří však nedostali přesné informace o povaze incidentu a neměli u sebe náboje do svých zbraní. K trojici automobilů z Bučovic se přidal ve svém voze také Valášek, který byl vyzbrojený samopalem vz. 61 Škorpion. Celou dobu se však pohyboval daleko před zbytkem kolony, od které se několik okamžiků před střelbou oddělil a odjel po zběhovi pátrat směrem na Vyškov. Vzápětí došlo i k oddělení druhého osobního automobilu. Daněk se mezitím dostal polem k cestní křižovatce Kojátky-Bučovice-Vyškov a ukryl se za kamenný kříž na návrší, odkud mohl přijíždějící nákladní vozy pozorovat. Všiml si na nich písmene B, které považoval za označení bezpečnosti, tedy jednotky vyslané k jeho dopadení. Po jejich přiblížení vyběhl z úkrytu a krátkými dávkami začal pálit na kabinu prvního vozidla. Velitele vozu zabil a jeho řidiče postřelil. Vozidlo pokračovalo nekontrolovaně v jízdě a zastavilo se až po několika metrech v příkopu. Daněk poté začal pálit i na druhý vůz, ze kterého začali vyskakovat vojáci, kteří se rozutekli po poli. Obilí v blízkosti cesty však nebylo příliš vzrostlé, takže se v něm nedalo dobře schovat. Daněk několik vojáků zasáhl, jednoho z nich smrtelně. Jeden ze zraněných upadl na silnici. Daněk se k němu přiblížil a zeptal se ho „Máš dost, nebo tě mám dorazit?“. Poté ho zastřelil dávkou ze samopalu. Následně se vrátil k prvnímu automobilu a zakřičel „Tak co, hoši, dobrý, nebo to mám do vás našít?“. Po prosbách zraněných, aby je nechal být, ve střelbě ustal. Celý útok trval přibližně 10 minut. Okolo místa střelby vzápětí projížděl manželský pár ve voze Škoda Octavia. Daněk dvojici donutil automobil opustit a poté v něm odjel ke své rodině v Cvrčovicích. Po příjezdu se přiznal matce, která ho odzbrojila. Opět se pokusil odjet v kradeném automobilu, ale došel mu benzín, proto se vrátil do domu a ukryl se na půdě. Vesnice byla záhy kompletně obklíčena členy Sboru národní bezpečnosti. Místní obyvatelé byli vyzváni, aby nevycházeli z domů. Kolem poledne byl Daněk bez odporu zadržen příslušníkem místní Veřejné bezpečnosti.

## Pachatel
Antonín Daněk (26. listopadu 1952 Kroměříž - 21. prosince 1973 Praha) pocházel ze Cvrčovic na Kroměřížsku. Jeho otec Antonín pracoval jako řidič z povolání a byl aktivním členem KSČ. Měl mladší sestru s mentálním postižením o kterou se vzorně staral. Základní školu navštěvoval v obci Zdounky, poté se vyučil truhlářem. Před nástupem na vojnu pracoval jako řidič v komunálních službách. V této době se také neúspěšně pokusil o sebevraždu, kdy se chtěl nechat přejet osobním automobilem. Patřil mezi nadané, ale problémové žáky a ve svém okolí nebyl příliš populární. Nevyzpytatelně se choval výhradně pod vlivem alkoholu, který konzumoval poměrně často. Veřejná bezpečnost řešila incident, kdy podomácku vyrobenou vzduchovkou postřelil spolužáka. Kromě toho také poničil včelín, poškodil sochu Ježíše Krista, či automobilem najel do skla ve sklenářství.

## Odsouzení a kontroverze
Během vyšetřování a soudního přelíčení se Daňkova matka snažila synovo jednání vysvětlit konflikty v rodině, které se však nepotvrdily. Ani podíl alkoholu nehrál podle vyšetřovatelů významnou roli, jelikož v momentě, kdy ke střelbě došlo, začínal pomalu střízlivět a po svém zadržení už nejevil známky opilosti. Soudní znalci vyloučili jakoukoliv duševní nemoc, která by k tragédii přispěla. Jeho ovládání bylo částečně snížené v důsledku poruchy osobnosti, která se projevovala sklony k agresivitě, dráždivosti a vzteku. Sám Daněk uvedl, že kdyby v kasárnách neměl konflikt s nadřízenými, nemuselo k této události vůbec dojít. Dne 13. září 1973 byl vyšším vojenským soudem v Brně odsouzen k trestu smrti. Lidé ze Cvrčovic se domnívali, že nebude popraven, jelikož manželka prezidenta Irena Svobodová pocházela z jejich obce a rodinu pachatele dokonce osobně znala. Žádost o milost však byla Ludvíkem Svobodou zamítnuta a Daněk byl 21. prosince oběšen v Pankrácké věznici v Praze. Kvůli intenzivnímu utajování ze strany úřadů se okolo případu objevily některé pověry a nejasnosti. Podle Daňkových příbuzných mělo jít o neúspěšný pokus o nelegální opuštění republiky, který zorganizovali jeho nadřízení, kteří se k němu v osudný moment nepřipojili. Další svědek uvedl, že mu jeden z přeživších vojáků při osobním setkání sdělil, že mrtvých bylo na místě minimálně 5. Informace o vyšším počtu obětí jsou však v rozporu s výpověďmi dalších přeživších. Těm bylo také zakázáno umístit u křižovatky pamětní křížek. Ten byl před původní kamenný kříž osazen až později.